# Uhličitan hořečnatý
Uhličitan hořečnatý (MgCO3) je bílá práškovitá látka, nerozpustná ve vodě a v hydroxidech, a rozpustná v kyselinách. Při rozpouštění uhličitanu hořečnatého v kyselinách vznikají hořečnaté soli, oxid uhličitý a voda.

## Výskyt v přírodě
V přírodě se uhličitan hořečnatý vyskytuje jako nerost magnezit (MgCO3), který vzniká na hydrotermálních žilách, v přeměněných horninách a usazeninách. Nebo jako podvojný uhličitan – uhličitan hořečnato-vápenatý neboli dolomit (CaMg(CO3)2).

## Využití
Přidává se do průmyslových hnojiv jako složka dodávající rostlinám potřebný hořčík pro růst a zdárný vývoj.
Zásaditý uhličitan hořečnatý (4 MgCO3·Mg(OH)2·4 H2O) se také používá ve sportu pod názvem magnesium. Například gymnastika, vzpírání, atletika a horolezectví jsou sporty, kde si jemným práškem uhličitanu hořečnatého pokrývají sportovci ruce pro lepší uchopení některých nářadí. Funguje jako dobrý pohlcovač vlhkosti.
Uhličitan hořečnatý se také používá jako přísada do potravin pod označením E504. Používá se především jako stabilizátor nebo jako plnidlo do žvýkaček a cukrovinek.